# Canavalia hirsutissima
Canavalia hirsutissima är en ärtväxtart som beskrevs av J.D.Sauer. Canavalia hirsutissima ingår i släktet Canavalia och familjen ärtväxter. IUCN kategoriserar arten globalt som livskraftig. Inga underarter finns listade i Catalogue of Life.